# Государственный научно-исследовательский институт гражданской авиации
Государственный научно-исследовательский институт гражданской авиации  (ГосНИИ ГА) — советский и российский авиационный научно-исследовательский институт (НИИ), осуществляющий научные исследования и испытания в области создания, сертификации и сопровождения эксплуатации воздушных судов (ВС) гражданской авиации (ГА). До 1954 года назывался «Научно-исследовательский институт гражданского воздушного флота» (НИИ ГВФ).

## История
Институт был создан приказом № 94 Главной инспекции гражданского воздушного флота 4 октября 1930 года, расположен в Москве. Первым начальником института был назначен Иван Гроза.
Важную роль в создании института сыграли Александр Путилов и Роберт Бартини. В 1931 году под руководством Путилова в институте, на базе авиамастерских Всероссийского общества «Добролёт», был построен первый отечественный цельнометаллический самолёт Сталь-2, затем Сталь-3, а позднее, уже под руководством Бартини, самолёты Сталь-6 и Сталь-7. Интересно, что ведущим инженером по самолёту «Сталь-2» был Пётр Дементьев — будущий министр авиационной промышленности СССР.
В 1931 году рядом с деревней Захарково был устроен аэродром гражданского воздушного флота, впоследствии переданный Управлению полярной авиации Главсевморпути. На этом аэродроме располагался ряд подразделений института, связанных с лётными испытаниями.
В 1938 году на самолёте Сталь-7 экипажем Н. П. Шебанова был осуществлен рекордный скоростной беспосадочный перелёт Москва — Батуми — Одесса (3800 км были пройдены за 11 ч 4 мин).
С первых своих дней институт занимался многими практическими вопросами деятельности ГА. Его роль возрастала и в 1954 году он был переименован в Государственный НИИ ГВФ (ГосНИИ ГВФ). С 1962 года ГосНИИ ГВФ определён головным НИИ в гражданской авиации СССР. Проектирование ВС и определение требований к их лётной годности, отработки методик применения авиации в народном хозяйстве, участие в сертификационных испытаниях и полёты в Антарктиду, расследование авиационных происшествий и исследование отказавших агрегатов авиационной техники, совершенствование методов технического обслуживания и ремонта и разработка документации по технической эксплуатации ВС — это лишь отдельные участки из обширной сферы деятельности института.

## Направления деятельности
Институт обеспечивает научное сопровождение лётной и технической эксплуатации ВС, внедрение эффективных методов и средств использования воздушного пространства, функционирование наземной инфраструктуры воздушного транспорта.
Научные исследования проводятся по следующим основным направлениям:
- сертификация ВС, авиационных двигателей, воздушных винтов, бортового оборудования, авиационных систем с беспилотными ВС и тренажеров, исследования перспектив развития ГА
- лётные испытания и исследовательские работы
- методы поддержания летной годности ВС
- мониторинг лётной годности ВС и контроль оборота составных частей ВС
- методы организации аэронавигационного обслуживания пользователей воздушного пространства РФ
- транспортная и авиационная безопасность, аэропортовая деятельность
- совершенствование авиационных горюче-смазочных материалов и специальных жидкостей, их сертификация и условия применения
- научное обеспечение государственной политики в области ГА
- метрология и стандартизация в ГА
- добровольная сертификация объектов ГА
- образовательная деятельность в области дополнительного профессионального образования

## Руководители
- 1930-1932 — Гроза Иван Романович[12][13]
- ?-1964 — Кулик Михаил Маркелович[14]
- 1965-? — Захаров Никита Алексеевич[15][16]
- 1970-1971 — Счётчиков Георгий Семёнович[16]
- 1973-1985 — Сакач Радий Владимирович[7]
- 1988-2003 — Горячев Виталий Андрианович
- 2003-2006 — Люлько Владимир Иванович[7]
- 2006-2018 — Шапкин Василий Сергеевич[17]
- 2018-2021 — Филиппов Вадим Леонидович[18]
- 2021-2023 — Максименко Андрей Вячеславович[19][20]
- 2023-2023 — Корсаков Александр Александрович[21]
- 2023-2025 — Чалик Игорь Петрович[20][22]
- С января 2025 — Бобылев Дмитрий Владимирович

## Награды
- Орден Трудового Красного Знамени (09.02.1973)[23]